# Agrilus laticornis
Agrilus laticornis is een keversoort uit de familie prachtkevers (Buprestidae). De kever komt voor in Europa.

## Beschrijving
De volwassen kever heeft een lengte van 4,5 tot 6 millimeter en heeft meestal een bronzen metaalglans. De soort is moeilijk te onderscheiden van verwante smalbuikjes. De larven voeden zich met hout direct onder de schors van dode stammen en takken van eiken. Volwassen kevers zijn vooral van juni tot augustus actief.